# CAC 40

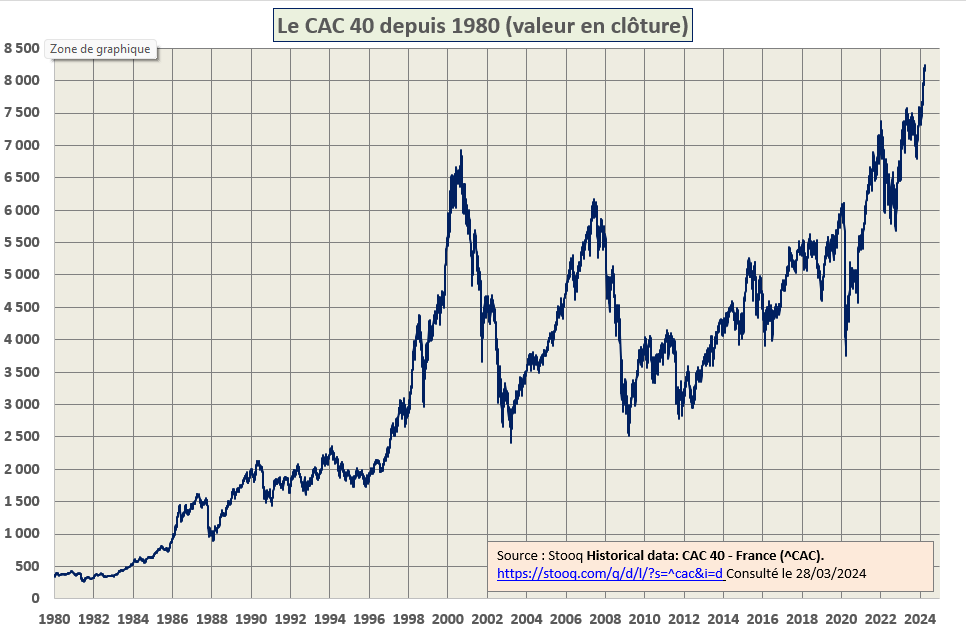
Indice CAC 40 dal 1980 al 2024

Il CAC 40 è un indice azionario usato dalla Borsa di Parigi ed è il principale indice di borsa francese e uno dei più importanti del sistema Euronext. Prende nome dal primo sistema di automazione della Borsa di Parigi, la Cotation Assistée en Continu (in italiano Quotazione continuamente assistita).
Alcuni indici sono composti dall'accorpamento di altri indici:
- l'insieme di CAC 40, CAC Next 20 e CAC Mid 60 compone il SBF 120 (Société des Bourses Françaises 120 Index);
- l'insieme di CAC Mid 60 e CAC Small compone il CAC Mid & Small;
- l'insieme di CAC 40, CAC Next 20, CAC Mid 60 e CAC Small compone il CAC All-Tradable, che dal 2011 ha sostituito il SBF 250.

## Descrizione
L'indice rappresenta una misura basata sulla capitalizzazione dei 40 valori più significativi tra le 100 maggiori capitalizzazioni di mercato della Borsa di Parigi. Il valore base di 1.000 venne fissato il 31 dicembre 1987. Al 1º dicembre 2003, l'indice è diventato un indice pesato a flottante libero.
Va notato che, anche se il CAC 40 è composto da aziende "francesi", circa il 45% delle loro azioni è di proprietà di investitori stranieri (ad esempio fondi pensione statunitensi); le relative azioni sono state acquisite negli ultimi 20–30 anni, grazie ad una lunga serie di privatizzazioni di aziende statali francesi. Questa percentuale è insolitamente alta.
Il "CAC 40" (PX1) – così come gli altri indici: CAC Next 20, CAC Mid 60 e CAC Small – ha due indici collegati: il "CAC 40 GR" (PX1GR) e il "CAC 40 NR" (PX1NR). Il "CAC 40" è l'indice calcolato con dividendi non reinvestiti, il "CAC 40 GR" è calcolato con dividendi lordi reinvestiti e il "CAC 40 NR" è calcolato con dividendi netti reinvestiti.

Ad esempio, il DAX 30 tedesco a cui si fa solitamente riferimento è il "DAX TR" (total return), che è da comparare al "CAC 40 GR" (e non al "CAC 40"); similmente il "DAX PR" (price) è equivalente al "CAC 40" e il "DAX NR" (net return) è equivalente al "CAC 40 NR"; la comparazione CAC 40 e DAX 30 non è corretta perché i due indici non hanno il medesimo metodo di calcolo. 

Il FTSE MIB della Borsa Italiana è equivalente al CAC 40 e al DAX PR; l'indice "FTSE MIB Dividend" rappresenta il valore cumulato dei dividendi ordinari lordi annunciati e pagati dalle società componenti l'indice FTSE MIB ed espressi in punti indice.

## Aziende
| Azienda                   | ISIN         | Mercato principale |
| ------------------------- | ------------ | ------------------ |
| Air Liquide               | FR0000120073 | Euronext Paris     |
| Airbus                    | NL0000235190 | Euronext Paris     |
| Alstom                    | FR0010220475 | Euronext Paris     |
| ArcelorMittal SA          | LU1598757687 | Euronext Amsterdam |
| AXA                       | FR0000120628 | Euronext Paris     |
| BNP Paribas ACT.A         | FR0000131104 | Euronext Paris     |
| Bouygues                  | FR0000120503 | Euronext Paris     |
| Capgemini                 | FR0000125338 | Euronext Paris     |
| Carrefour                 | FR0000120172 | Euronext Paris     |
| Crédit Agricole           | FR0000045072 | Euronext Paris     |
| Danone                    | FR0000120644 | Euronext Paris     |
| Dassault Systèmes         | FR0014003TT8 | Euronext Paris     |
| Engie                     | FR0010208488 | Euronext Paris     |
| EssilorLuxottica          | FR0000121667 | Euronext Paris     |
| Eurofins Scientific       | FR0014000MR3 | Euronext Paris     |
| Hermès                    | FR0000052292 | Euronext Paris     |
| Kering                    | FR0000121485 | Euronext Paris     |
| Legrand                   | FR0010307819 | Euronext Paris     |
| L'Oreal                   | FR0000120321 | Euronext Paris     |
| LVMH                      | FR0000121014 | Euronext Paris     |
| Michelin                  | FR0000121261 | Euronext Paris     |
| Orange                    | FR0000133308 | Euronext Paris     |
| Pernod Ricard             | FR0000120693 | Euronext Paris     |
| Publicis Groupe SA        | FR0000130577 | Euronext Paris     |
| Renault                   | FR0000131906 | Euronext Paris     |
| Safran                    | FR0000073272 | Euronext Paris     |
| Saint-Gobain              | FR0000125007 | Euronext Paris     |
| Sanofi                    | FR0000120578 | Euronext Paris     |
| Schneider Electric        | FR0000121972 | Euronext Paris     |
| Société générale          | FR0000130809 | Euronext Paris     |
| Stellantis                | NL00150001Q9 | Euronext Paris     |
| STMicroelectronics        | NL0000226223 | Euronext Amsterdam |
| Teleperformance           | FR0000051807 | Euronext Paris     |
| Thales                    | FR0000121329 | Euronext Paris     |
| TotalEnergies             | FR0000120271 | Euronext Paris     |
| Unibail Rodamco Westfield | FR0013326246 | Euronext Amsterdam |
| Veolia Environ.           | FR0000124141 | Euronext Paris     |
| VINCI                     | FR0000125486 | Euronext Paris     |
| Vivendi                   | FR0000127771 | Euronext Paris     |
| Worldline                 | FR0011981968 | Euronext Paris     |